# Nikołaj Kirtok
Nikołaj Naumowicz Kirtok (ros. Николай Наумович Кирток, ur. 6 grudnia 1920 we wsi Marinowka, obecnie w rejonie domaniwskim w obwodzie mikołajowskim, zm. 25 września 2022 w Moskwie) – radziecki lotnik wojskowy, pułkownik, Bohater Związku Radzieckiego (1945).

## Życiorys
Urodził się w ukraińskiej rodzinie chłopskiej. Dzieciństwo i młodość spędził w Odessie, gdzie skończył 9 klas i pracował jako ślusarz w fabryce. W 1939 został powołany do Armii Czerwonej, w 1943 ukończył wojskową szkołę lotniczą w Tambowie, od lipca 1943 uczestniczył w wojnie z Niemcami. Jako pilot Ił-2 walczył w składzie 2 i 5 Armii Powietrznej na Froncie Stepowym, 1 i 2 Froncie Ukraińskim, w 1943 został członkiem WKP(b). W lipcu 1944 brał udział w walkach nad Wisłą w rejonie Sandomierza i krótko potem Rzeszowa, a 11 sierpnia 1944 na przyczółku sandomierskim w rejonie Szydłowa i Staszowa. Wiosną 1945 uczestniczył w operacji berlińskiej. Od 27 lipca 1943 do 11 maja 1945 wykonał 210 lotów bojowych m.in. jako dowódca eskadry 140 gwardyjskiego pułku lotnictwa szturmowego 8 Gwardyjskiej Dywizji Lotnictwa Szturmowego 1 Gwardyjskiego Korpusu Lotnictwa Szturmowego 2 Armii Powietrznej w stopniu starszego porucznika. 24 czerwca 1945 brał udział w Paradzie Zwycięstwa na Placu Czerwonym, po wojnie kontynuował służbę w armii, w 1951 ukończył Akademię Wojskowo-Powietrzną, pracował w Państwowym Naukowo-Badawczym Instytucie Sił Powietrznych, a od 1954 do 1976 w Sztabie Generalnym Sił Zbrojnych ZSRR, po czym został zwolniony do rezerwy w stopniu pułkownika. Do 1987 pracował jako inżynier konstruktor w Specjalnym Biurze Konstruktorskim im. Jakowlewa. Mieszkał w Moskwie.

## Odznaczenia
- Złota Gwiazda Bohatera Związku Radzieckiego (27 czerwca 1945)
- Order Lenina
- Order Czerwonego Sztandaru
- Order Aleksandra Newskiego
- Order Wojny Ojczyźnianej I klasy (dwukrotnie)
- Order Czerwonej Gwiazdy
- Order „Za służbę Ojczyźnie w Siłach Zbrojnych ZSRR” III klasy

I medale.